# Sympozjum Konferencji Episkopatów Afryki i Madagaskaru
Sympozjum Konferencji Episkopatów Afryki i Madagaskaru – SECAM (ang. Symposium of Episcopal Conferences of Africa and Madagascar – SECAM) – struktura Kościoła katolickiego w Afryce, powołana do życia w 1969 podczas wizyty papieża Pawła VI w Ugandzie. Obejmuje krajowe konferencje episkopatów, dziewięć Regionalnych Związków Konferencji Episkopatów i zgromadzenia hierarchów katolickich obrządków wschodnich obecnych w Afryce. Posiada stałą Radę, składającą się z Przewodniczącego, dwóch Zastępców oraz członków z każdego z Regionalnych Związków Konferencji Episkopatów.  
Od 15 lutego 2023 przewodniczącym SECAM jest urodzony w Demokratycznej Republice Konga – kard. Fridolin Ambongo OFMCap – arcybiskup metropolita kinszaski.

## Regionalne Związki Konferencji Episkopatów, wchodzące w skład SECAM
- ACEAC (Association of Episcopal Conferences of Central Africa) – Rwanda, Burundi, D.R. Kongo;
- ACERAC (Association des Conférence Episcopales de la Region de l'Afrique Centrale) – Kongo, Republika Środkowoafrykańska, Czad, Kamerun, Gwinea Równikowa;
- AECAWA (Association of Episcopal Conferences of Anglophone Africa) – Gambia, Ghana, Liberia, Nigeria, Sierra Leone;
- AHCE (Association of Catholic Hierarchy of Egypt) – Egipt i Kościoły wschodnie Afryki północnej;
- AMECEA (Association of Member Episcopal Conferences in Eastern Africa) – Erytrea, Etiopia, Kenia, Malawi, Sudan, Uganda, Tanzania, Zambia;
- CEM (Conférence Episcopale de Madagascar) – Madagaskar, Seszele, Mauritius, Komory i Reunion;
- CERAO (Conférence Episcopale Regionale d l'Afrique de l'Ouest) – Benin, Burkina Faso, Wybrzeże Kości Słoniowej, Gwinea, Mali, Mauretania, Niger, Senegal, Togo, Republika Zielonego Przylądka, Gwinea Bissau;
- CERNA (Conference Des Eveques della Region Nord de L'Afrique) – Algieria, Libia, Maroko, Tunezja;
- IMBISA (Inter-Regional Meeting of Bishops of Southern Africa) – Angola, Botswana, Lesotho, Mozambik, Namibia, Południowa Afryka, Suazi, Zimbabwe, Wyspy Świętego Tomasza i Książęca.

## Instytucje powołane przez SECAM
- BICAM – The Biblical centre for Africa and Madagascar (Centrum Biblijne dla Afryki i Madagaskaru)